# Kubrawiyya
Die Kubrawiyya ist ein islamischer Sufi-Orden (Tariqa), der im 12. Jahrhundert von dem Mystiker Nadschmuddin Kubra in Zentralasien gegründet wurde.

## Geschichte
Bekannte Mitglieder des Ordens sind neben dem Ordensgründer dessen Schüler Nadschmuddin Daya Razi, Fariduddin Attar, Baha'uddin Walad (Vater von Dschalal ad-Din Rumi) und 'Ala'uddaula Simnani. Letzterer wurde später zu einer hoch verehrten Person der Naqschbandiyya, die sich manchmal mit der Kubrawiyya vermischte. In der zweiten Hälfte des 14. Jahrhunderts wurde die Kubrawiyya zum wichtigsten Orden in der Region Kaschmir, als Sayyid Ali Hamadhani der Überlieferung nach im Jahr 1371 mit 700 Derwischen dorthin auswanderte. Dieses Gebiet wurde erst kurz zuvor zum Islam bekehrt, und Hamadhani trug weitgehend dazu bei, muslimisches Gedankengut in Kaschmir heimisch werden zu lassen. Die Ausbreitung des Ordens nach Indonesien wird Sunan Gunung Jati, einem der von indonesischen Moslems verehrten neun heiligen Walis aus dem 16. Jahrhundert zugeschrieben. Dessen Abstammungslinie (Silsila) gleicht der Nadschmuddin Kubras, mit dem er, einem Geschichtsmythos zufolge, im 12. Jahrhundert in Mekka gemeinsam Islamstudien betrieben haben soll.
Nach dem Tod Hamadhanis verlor die Kubrawiyya an Einfluss auf dem indischen Subkontinent und wurde im Laufe der Zeit von der Chishtiyya, Suhrawardiyya, Qadiriyya und ab etwa 1600 der Naqschbandiyya verdrängt.
Insgesamt haben die Werke und Lehren der Sheikhs dieses Ordens die mystische Frömmigkeit in Indien und Pakistan sehr beeinflusst.

## Lehre
Die Lehre der Kubrawiyya basiert hauptsächlich auf den mystischen Werken von Nadschmuddin Kubra. Demnach ist der Mensch ein Mikrokosmos, der alles, was im Makrokosmos existiert, in sich enthält. Der Mensch kann die Eigenschaften Gottes (Allahs) annehmen, mit der Ausnahme der Eigenschaften von ar-Rahman ar-Rahim („der Erbarmer, der Barmherzige“) und al-Hadi  („der Rechtleitende“), welche ausschließlich von der göttlichen Majestät eingenommen werden können.
Das menschliche Herz betrachtet Kubra als einen feinstofflichen Körper, der durch die Himmel aufsteigen und dadurch visionäre Reisen unternehmen kann.
Erfahrungen dieser Art können von den Anhängern des Ordens jedoch nur gemacht werden, wenn sie die strengen Regeln befolgen, beispielsweise Fasten, die vollkommene Hingabe an den Sheikh, ständige rituelle Reinheit (Tahāra), ständiges Schweigen, ständige Klausur, ständiges Gottgedenken (Dhikr) und ständige Leitungen durch einen Sheikh, der dem Schüler die Visionen und Träume interpretiert.
Siehe auch: Dhahabiyya